# 仮谷志良
仮谷 志良（かりや しろう、1922年（大正11年）3月13日 - 1997年（平成9年）9月2日）は、日本の政治家。和歌山県出身。和歌山県知事を5期務めた。

## 生涯
1922年（大正11年）3月13日、和歌山県西牟婁郡串本町（現・東牟婁郡串本町）で生まれる。1947年（昭和22年）に京都帝国大学法学部を卒業し、1949年（昭和24年）に和歌山県庁に入庁した。1959年（昭和34年）に土木部次長、1963年（昭和38年）に経済部長、1967年（昭和42年）10月16日には出納長に就任している。1975年（昭和50年）に副知事となった。
同年10月4日の和歌山県知事・大橋正雄の急逝を受けて行われた和歌山県知事選挙に立候補して当選。「まごころ県政」を信条とし、任期中は和歌山大学の移転やコスモパーク加太の開発、和歌山マリーナシティをはじめとするリゾート振興などに取り組み、1994年（平成6年）の世界リゾート博を成功させた。また、和歌山県の陸の孤島とされる状態の打開を目指して半島振興法の制定に尽力し、阪和自動車道の延伸や特急「くろしお」の新大阪駅乗り入れ、関西国際空港の実現などにも貢献している。
堅実な手腕で安定した県政を実現した一方、大柄で相撲や柔道を好む豪快な人柄でも知られた。全国知事会副会長や近畿知事会会長、日本相撲連盟会長（6期）、全日本柔道連盟理事などを歴任した。
1996年（平成8年）に勲一等瑞宝章を受章。1997年（平成9年）9月2日2時50分、腎不全のため死去。従三位に叙せられた。

## 著書
- 『ふるさとに生きる―紀伊半島新時代へ』ぎょうせい、1986年。
- 『寒梅花をつけしや―紀の国・庶民知事二十年の歩み』ぎょうせい、1997年。